# Amorphophallus gallaensis
Amorphophallus gallaensis är en kallaväxtart som först beskrevs av Adolf Engler, och fick sitt nu gällande namn av Nicholas Edward Brown. Amorphophallus gallaensis ingår i släktet Amorphophallus och familjen kallaväxter. Inga underarter finns listade.